# بيركاد
البركاد هو خزان مياه يستخدم في المناطق القاحلة لجمع المياه خلال موسم الأمطار لاستخدامها في موسم الجفاف. وتتواجد هذه الخزانات بشكل رئيسي في الصومال وأجزاء من إثيوبيا.

## بناء وتشغيل البيركاد
إدخل البركاد إلى الصومال في أواخر الخمسينيات من القرن العشرين.  معظم هذه الخزانات كانت عبارة عن أحواض مستطيلة كبيرة مستطيلة الشكل ذات جدران عمودية وسعة تصل إلى عدة مئات من الأمتار المكعبة (مما يشبه حجم حمام السباحة)، وأحيانًا يصل عمقها ثلاثة إلى أربعة أمتار. يتم عادة تغطية الجدران والجزء السفلي بالطوب و/أو طلائها بالأسمنت لتقليل فقدان المياه بسبب التسرب إلى المياه الجوفية. في الأعلى، تكون مفتوحة ولكنها غالبًا ما تكون مغطاة بالقماش لتقليل التبخر، أو (في القرى الأكثر فقراً) بشباك يوضع عليها أي شيء يوفر الظل (الأغصان، القش، إلخ).
يمتلئ البركاد بشكل طبيعي في موسم الأمطار. حيث يتم وضعها في الأماكن التي تتشكل فيها الجداول الصغيرة أثناء هطول الأمطار، والتي يتم توجيهها بعد ذلك إلى البركاد من خلال الخنادق المحفورة. يمكن أحيانًا ملئ البركاد في بضع ساعات. في القرى التي تعاني من نقص المياه، يمكن أن يبلغ طول قنوات التغذية بضعة كيلومترات، وتأخذ شكل قنوات مناسبة مطلية بالإسمنت و/أو مغطاة. غالبًا ما تتجمع البركادات معًا.

## جودة المياه
يحتوي عادة مدخل البركاد على ما يسمى بـ "حوض التجميع": وهو خزان صغير مفتوح يتدفق الماء من خلاله قبل دخوله إلى الحوض الكبير. وظيفته يسمح باستقرار جزء كبير من الرواسب المنقولة وإزالة الملوثات الأخرى. ومع ذلك، فإن المياه في البركة تكون عكرة وموحلة في كثير من الأحيان، ويمكن أن تشكل خطرا كبيرآ على الصحة. يتمثل أحد الحلول في جعل الخزان محكم الإغلاق عن طريق إنشاء سقف مائل فوق البركاد، وغالبًا ما يكون ذلك باستخدام ألواح من الورق المقوى المموج. يتبخر الماء ويتكثف على الجانب السفلي من السطح، ثم يتدفق إلى المزاريب ويتم جمعه في خزان معدني منفصل، ويمكن استخدام الماء منه عبر مضخة يدوية. وهذا لا يؤدي إلى تقطير الماء فحسب، بل يقلل أيضًا من خسائر المياه بسبب التبخر.  ومع ذلك، فإن هذا النوع من الأنظمة غالبا ما تكون مكلفة للغاية بحيث لا تستطيع القرى تركيبها بنفسها.